# 千木・鰹木

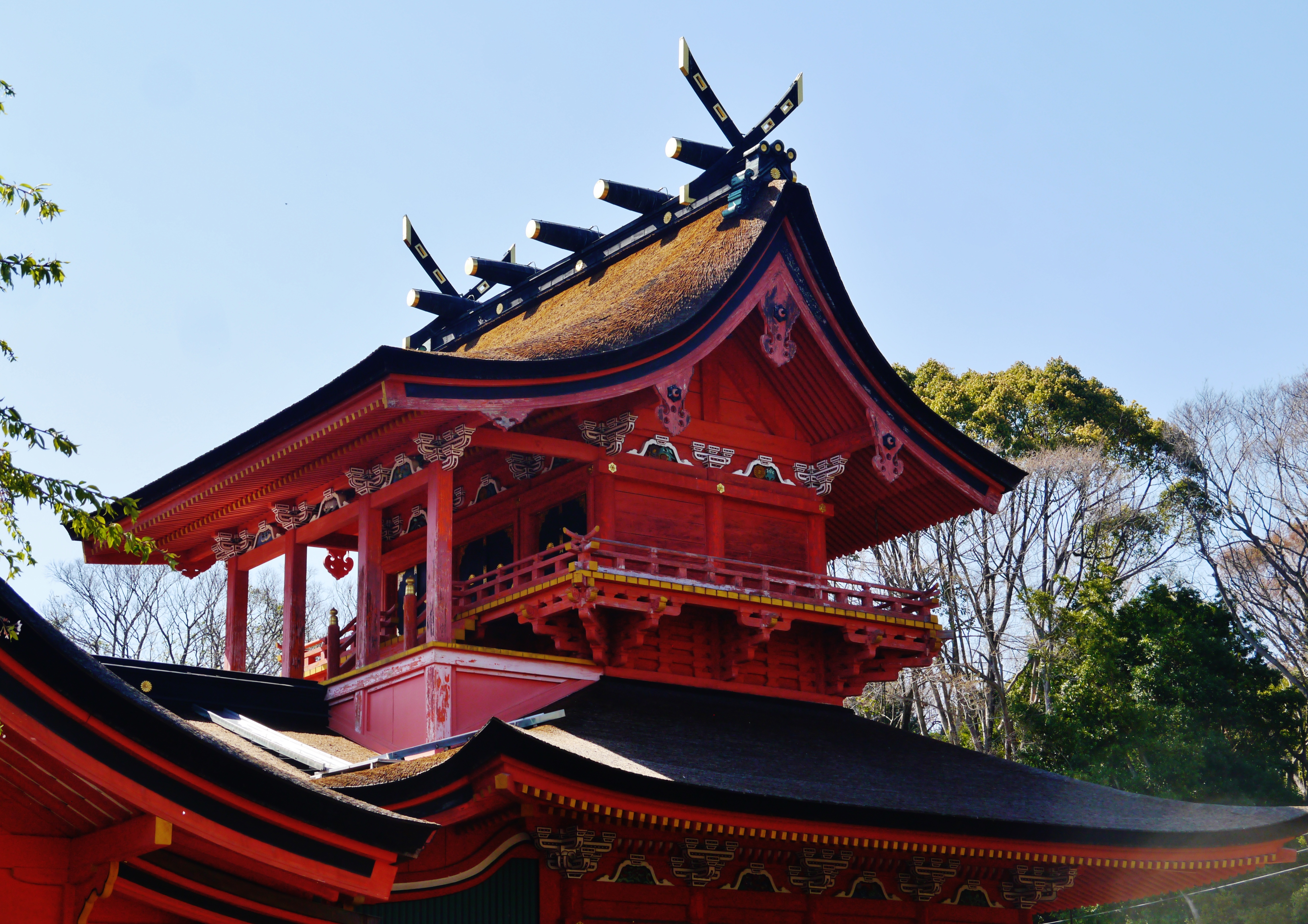
富士山本宮浅間大社（静岡県富士宮市）本殿
屋根の上にある水平方向の棒が鰹木、両端で交叉しているのが千木。

千木・鰹木（ちぎ・かつおぎ）は、神社建築に見られる、建造物の屋根に設けられた部材である。

## 概要
千木は屋根の両端で交叉させた部材であり、鰹木は屋根の上に棟に直角になるように何本か平行して並べた部材である。どちらも古墳時代には皇族や豪族の邸宅にも用いられたが、今では神社の屋根にのみ特徴的にみられる（両国国技館にある土俵の吊屋根にも似たようなものがあるが、両国国技館は神社ではなくてイベントホールなので、これは本来の千木・鰹木ではない。詳細は土俵の方を参照）。
千木は古代、屋根を建造する際に木材2本を交叉させて結びつけ、先端を切り揃えずにそのままにした名残りと見られる。千木・鰹木ともに本来は建物の補強が目的だったと考えられるが、後に装飾として発展し、現在では神社の聖性を象徴するものとなっている。
なお、日吉造のように千木等を屋根に設けない社殿形式もある。

### 表記と呼称
千木の文献上での初見は、『古事記』の出雲大社創建条の「氷木（ひぎ）」であり、また「冰椽」とも表記され、『日本書紀』の神武天皇紀にも表記は異なるが、「ヒギ」と読ませている。『延喜式』の祝詞において、「千木」の表記が現れることから平安時代中期には、「チギ」と読まれたとみられる。「椽」は垂木を意味する。日本の原初的な住居の建築様式を「天地根源造」というが、2本の垂木を交差させたものを両端に置き、その交差した所に棟木を載せ渡した造りである。垂木の棟木に接したところから上は、屋根よりも高くそびえ、この突き出た部分を千木と呼んだ訳だが、一説にヒギとは、「火を防ぐ」の意味であるとか、チギは「茅屋の木」の略称、または「違い木」の略称ともいわれるが、東風をコチということから、チギは「風木」という説が強く、神武紀の表記からも風除けの意味が秘められているとみられる。構造的にも強風避けとして、風穴が開けられている。千木が垂木の延長であるのに対し、鰹木は茅葺の押さえとして起こったものであり（同書 p.31.）、『古事記』の雄略天皇の条において、「堅魚を上げて舎屋を作る家あり」とあるのが初見である。
「鰹木」の名称は、形が鰹節に似ていることが由来とされる。鰹木は「堅緒木」「堅魚木」「勝男木」などとも書く。
近世の『和漢三才図会』（下 寺島良安 東京美術）では、千木は「知岐」、鰹木は「加豆手木」と表記される。三才図会の説明によれば、鰹木は、「大社で、8本、長さ5尺、径9寸、中社で、6本、長さ4尺、径5寸、小社で、4本、長さ4尺、径3寸」と記される。大きさと本数の指定は、宝亀2年（771年）2月13日の『太政官符』から記される。

### 歴史

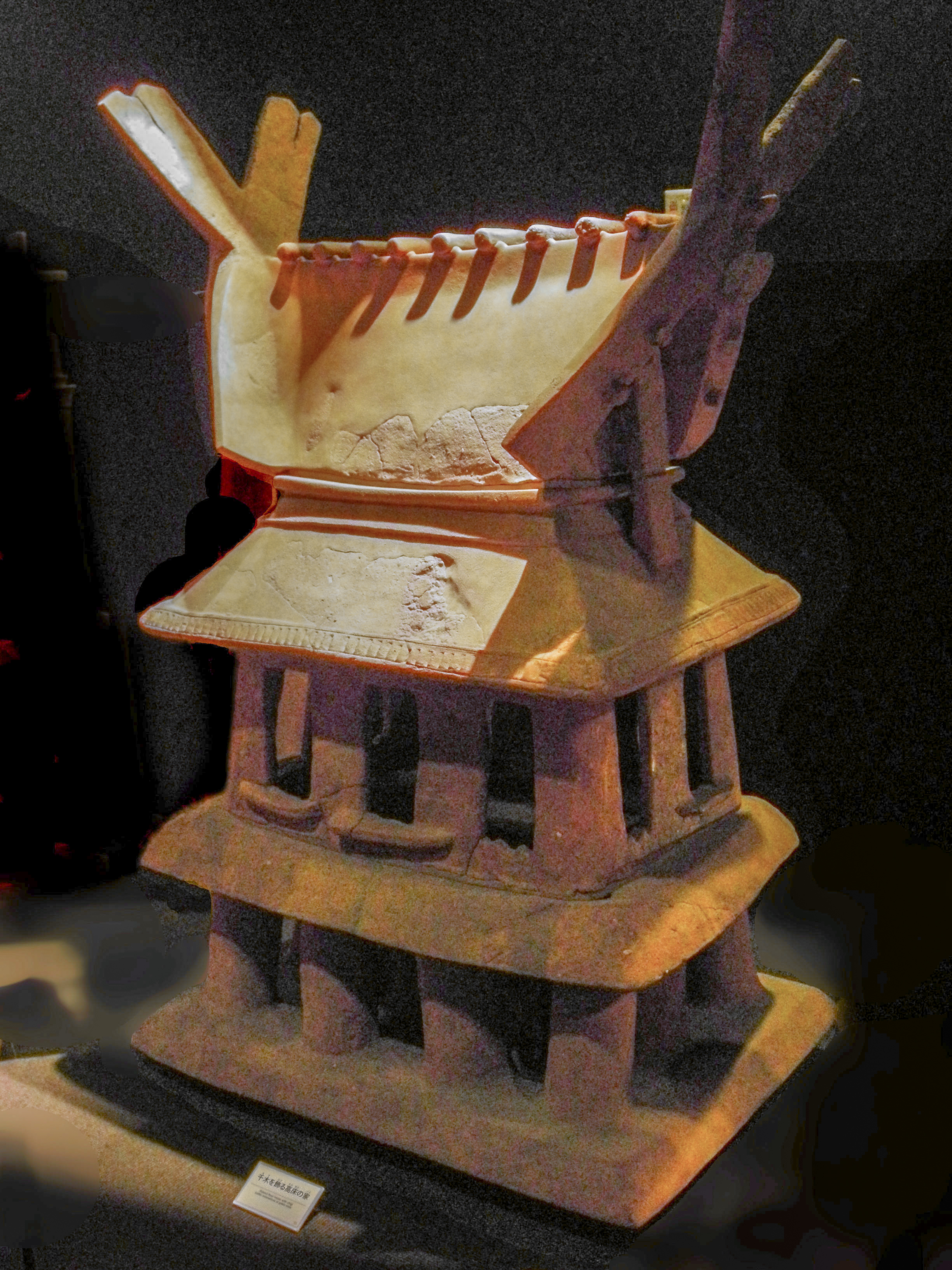
千木と鰹木を飾る高床造りの家形埴輪（今城塚古代歴史館）

古墳時代の家形埴輪に千木・鰹木らしき物が存在する様子が、今城塚古墳（大阪府高槻市）出土の埴輪等にみられる。首長（天皇または豪族）の宮殿とみられる家のみに千木と鰹木があることから、古墳時代においては千木と鰹木を上げて母屋を作ることが出来たのは首長の家だけだったらしいことが言える。『古事記』の雄略天皇の条において、天皇の家をまねて鰹木を上げて舎屋を作っている家を見た雄略天皇が「誰が家ぞ（誰の家だ）」と激怒してすぐにその家を焼いていることからも、それが裏付けられる。
そういった歴史があり、神社建築の創始とともにそのデザインに取り入れられることになった（古墳時代以前は山や岩などをそのまま「神」として祀っていたので、神社建築はまだなかった）。例えば伊勢神宮や出雲大社など、飛鳥時代に創建された当時のデザインを守り続けている神社の社殿には千木と鰹木が使われている。
平安時代以降に創建される大型神社には千木も鰹木も取り付けられなくなる。例えば日吉大社、八坂神社、賀茂別雷神社（上賀茂神社）・賀茂御祖神社（下鴨神社）などには千木も鰹木もない。
しかし江戸時代以降、復古思想の高まりによって、千木と鰹木があった方が神社らしいとされ、再び取り付けられるようになった。千木と鰹木が元々なかった神社にも取り付けられるようになり、例えば吉備津神社本殿は、建造当初は千木が無かったが、「神社らしくない」と言う理由で、1722年（享保7年）以降に千木が新設された。
明治初期の廃仏毀釈による、神社社殿における復古と仏教色排除の動きはとても厳しく、元から千木も鰹木も無かった厳島神社でも明治初期に千木と鰹木が新設されたが、こちらは明治末の大修理の時に撤去され、本来のデザインを取り戻した。
明治以降に創建された神社では、ほぼ必ず千木と鰹木が取り付けられている。そのため、デザインが新しい神社社殿には千木と鰹木があるのに、平安時代のデザインを守り続けている相応の格式ある神社社殿にはかえって千木と鰹木が無い状態となっている。

## デザイン

### 千木の外削ぎと内削ぎ
千木の形は、先端が「外削ぎ」（先端を地面に対して垂直に削る）になっているものと、「内削ぎ」（水平に削る）になっているものがある。これは神社によって違い、外削ぎの千木と内削ぎの千木が同じ社殿に両方ついた神社もある。
祭神が男神の社は外削ぎ、女神の時は内削ぎになっている、という説があり、そのため外削ぎを「男千木」、内削ぎを「女千木」と俗に言うことがあるが、研究者の三浦正幸によると、全くの俗説である。実際は祭神に関わらず、千木の形は「外削ぎ」が圧倒的に多く、木材の木口が上を向いていると導管から雨が浸みこんで腐りやすい（つまり、内削ぎだと千木が腐りやすい）からだと三浦は推測している。なお、祭神による千木の形の区別については、神社本庁の公式見解では「必ずしもそうとは限りません」と控えめに言うに留めている。

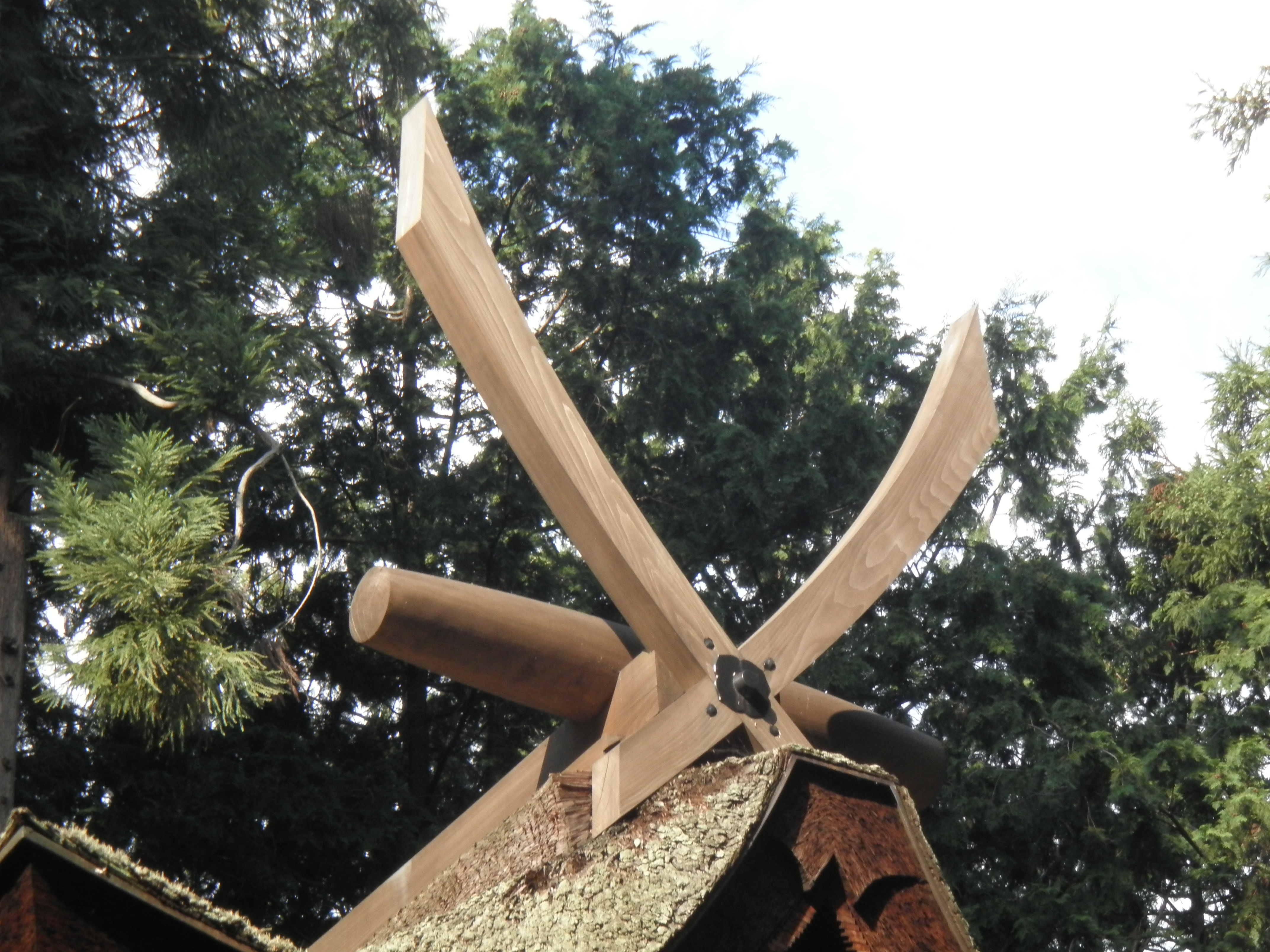
千木（外削ぎ）
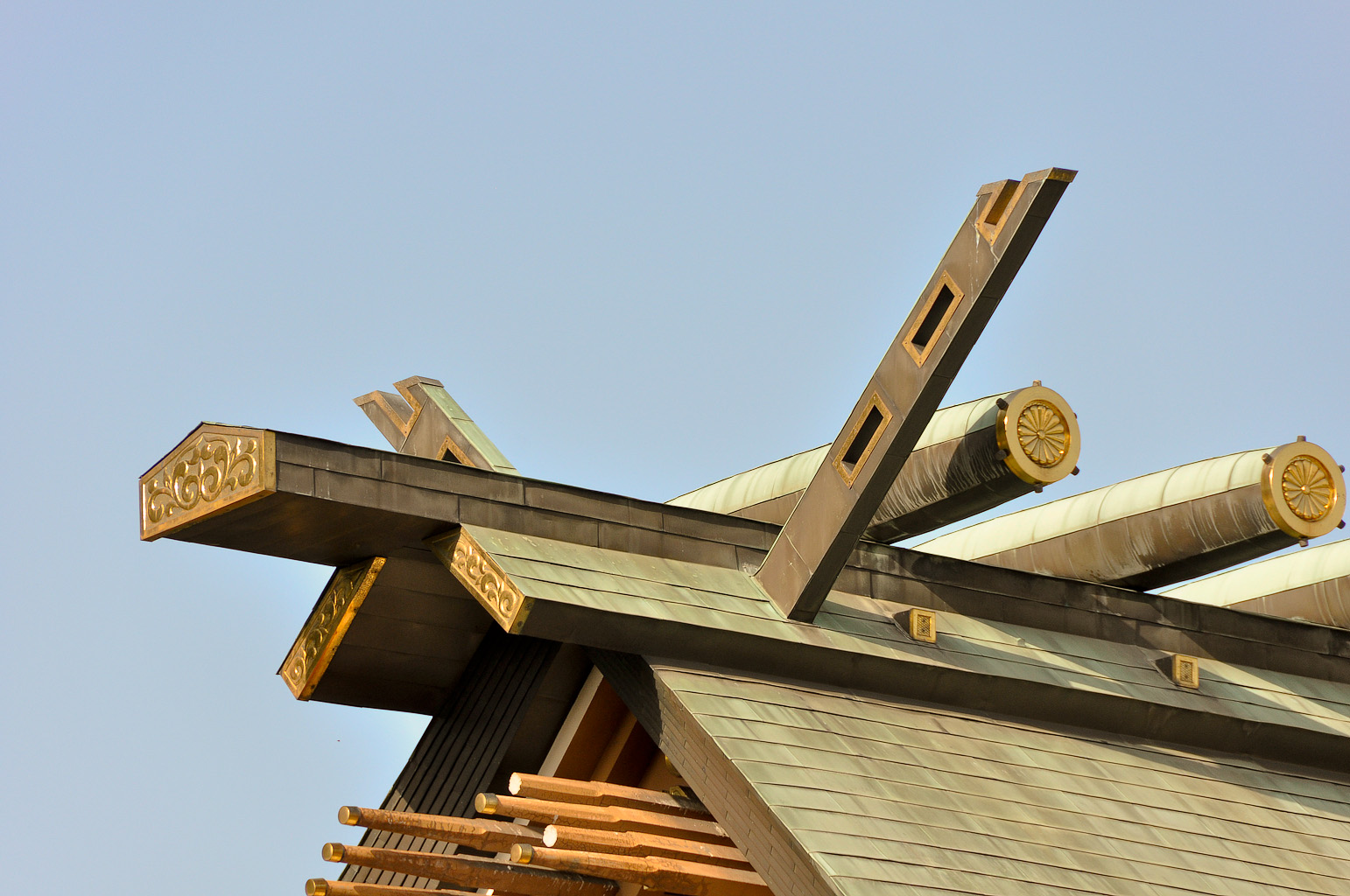
千木（内削ぎ）

### 置き千木

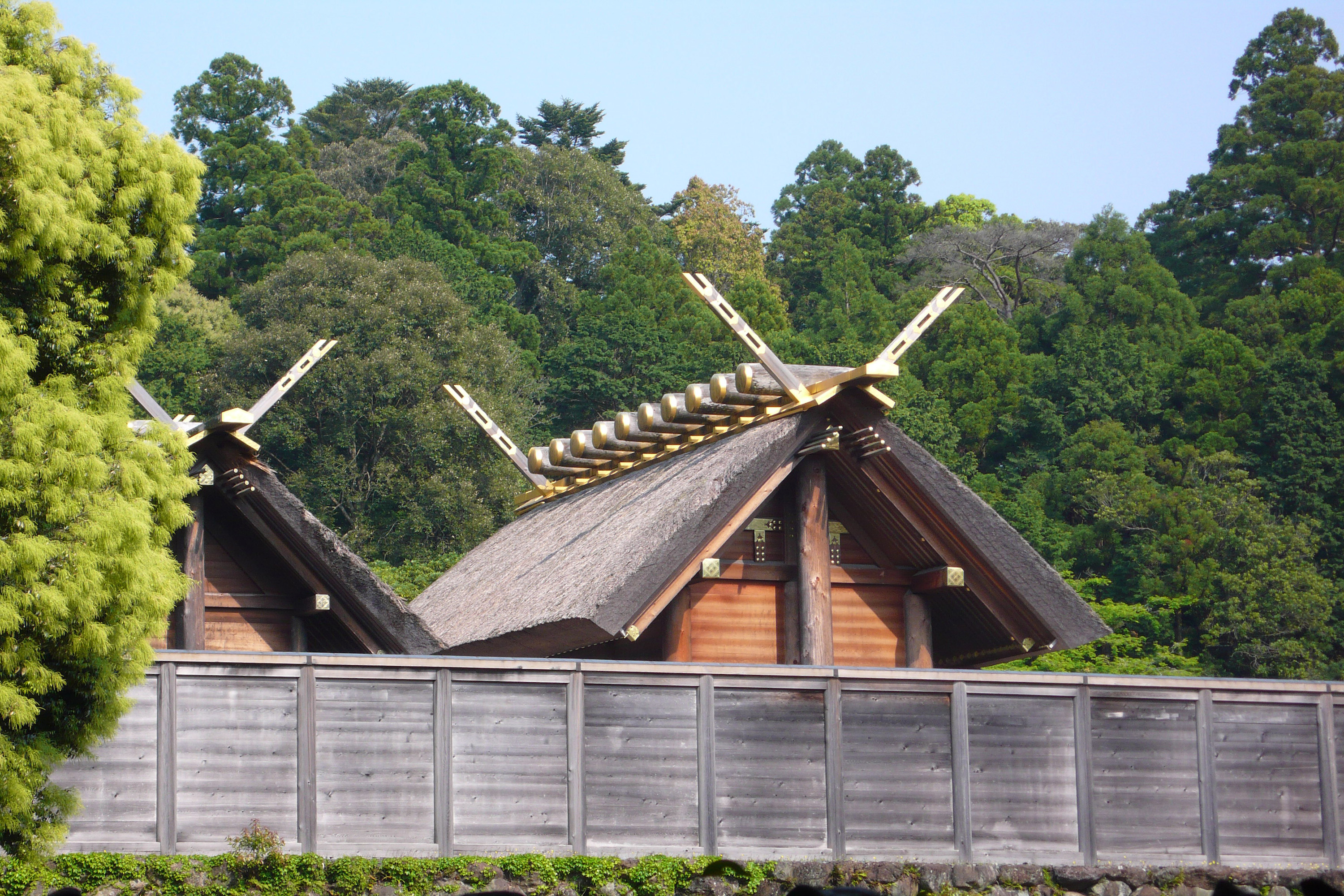
伊勢神宮の千木。破風板が屋根から突き出して千木になっている

古代の住居において、丸木を組み合わせた先端を切り揃えずにそのままにしたものの名残りであるから、破風板の頂部が屋根から突き出すのが本来の千木である。例えば、伊勢神宮の千木は現在でもこの形式である。しかし、千木が屋根を突き破ると雨仕舞いが悪いことから、後世のほとんどの神社の千木は、千木の形を棟上に置いた「置き千木」となっている。それでもやはり、千木は雨で腐りやすいので、現代では置き千木の表面にさらに銅板が貼られたものが多い。

### 千木の風穴

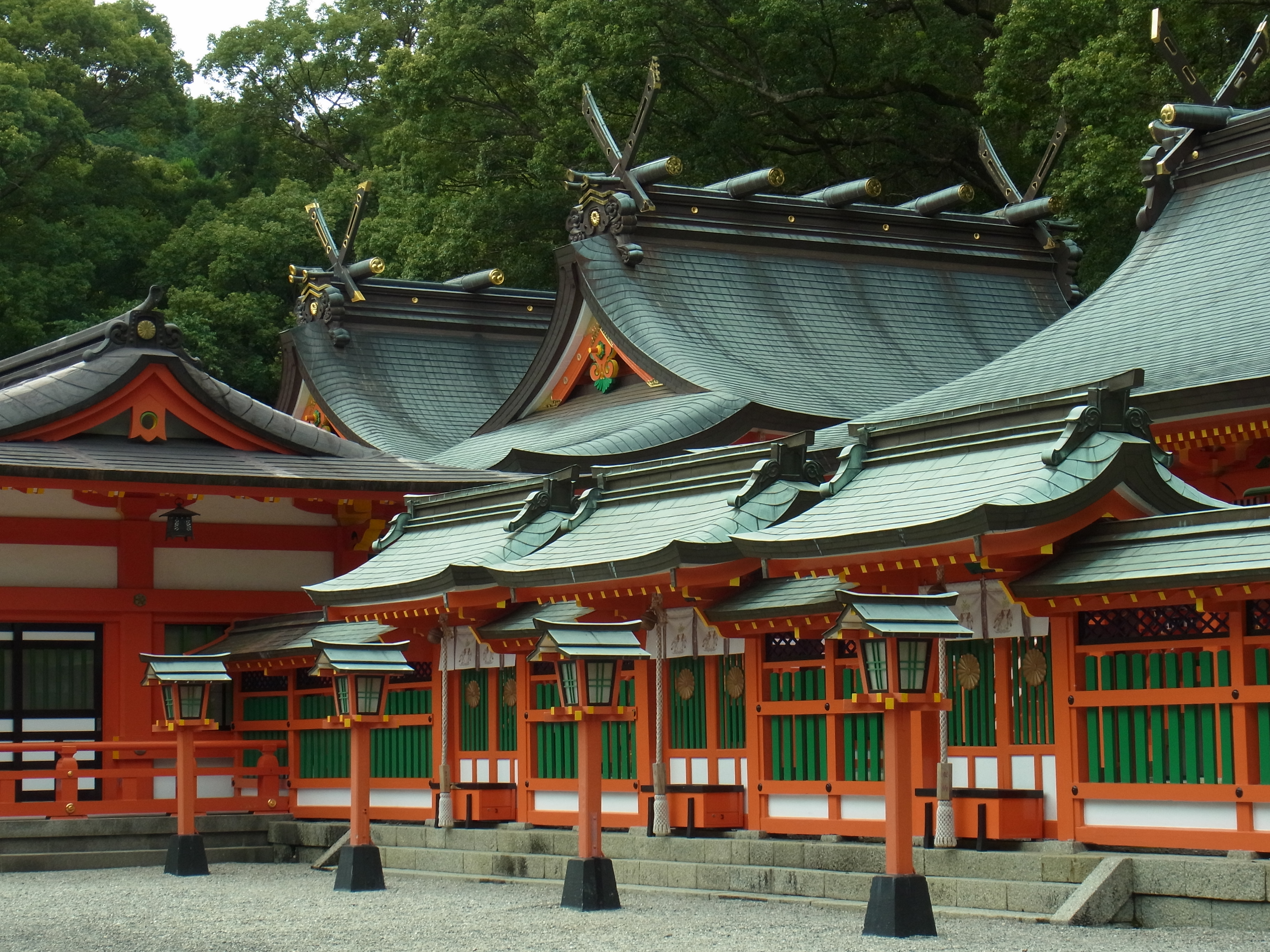
熊野速玉大社の千木の風穴は猪目（ハート型）

千木は風で倒れやすいので、強風を受け流すため、3つくらいの風穴を開けることがある。
伊勢神宮内宮の千木は、外削ぎが3つ目の風穴にかかって先端が2又になる。つまり、2つ半の風穴を持つ。
熊野速玉大社の風穴は、猪目でハート型をしている。

### 鰹木の数
鰹木の数は、神社によって2本から10本まで、いろいろある。
鰹木の数が奇数なら男神、偶数なら女神を祀っているという説があるが、全くの俗説である。例として皇大神宮の別宮の月讀宮に同座する伊弉冉尊を祭る伊佐奈弥宮も内千木であり、神社本庁の公式見解でも「本数は神社によって異なります」としか言っておらず、つまり「鰹木の数は（祭神によってではなく）神社によって違う」というのが正しい。

## 海外の千木の例
千木は日本建築に限ったものではなく、中国雲南省のワ族やタイ王国のラワ族･ラフ族･アカ族･カレン族などの高床住居にも千木はあり、彫刻もされており、伊勢神宮の千木の「風口」と同様の切りこみも施されている。また、紀元前の滇国の青銅製の神殿にも見られることから、千木の起源は太古まで遡るものとみられている。この青銅製の神殿に、神社建築の二大原型とされる「神明造」と「大社造」の源流が認められるとされる。
東南アジアにおける千木のある建築文化圏ではウシの供犠が行われていると大林太良は指摘しており、アッサムでは千木を「牛の角」と呼び、千木下の破風にも牛角をつけている。

中国雲南省のワ族の高床建物（雲南民族博物館）
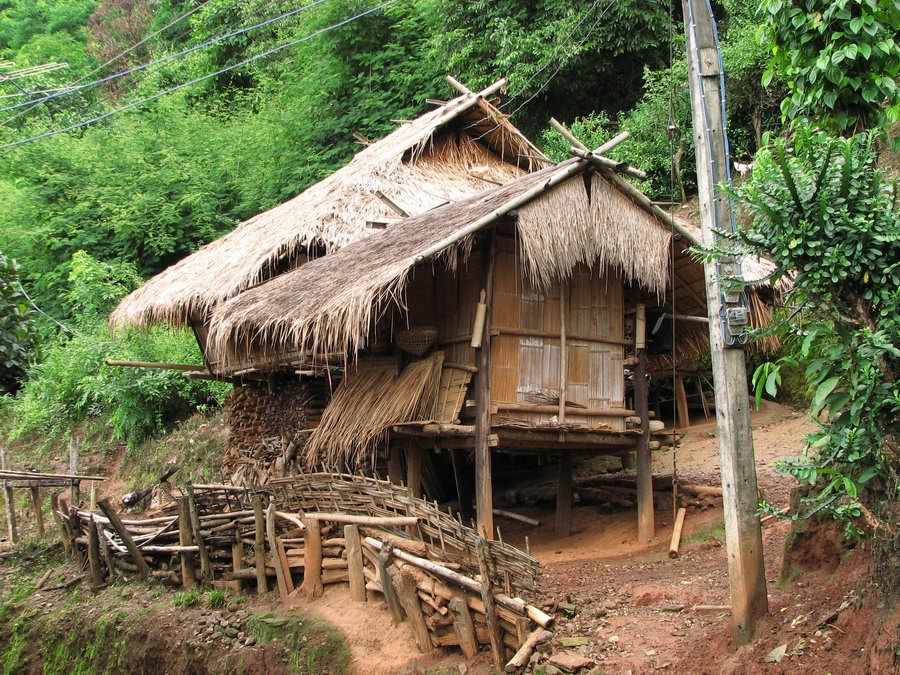
タイ北部チエンラーイ県のアカ族の竹造住居（千木と鰹木がある）
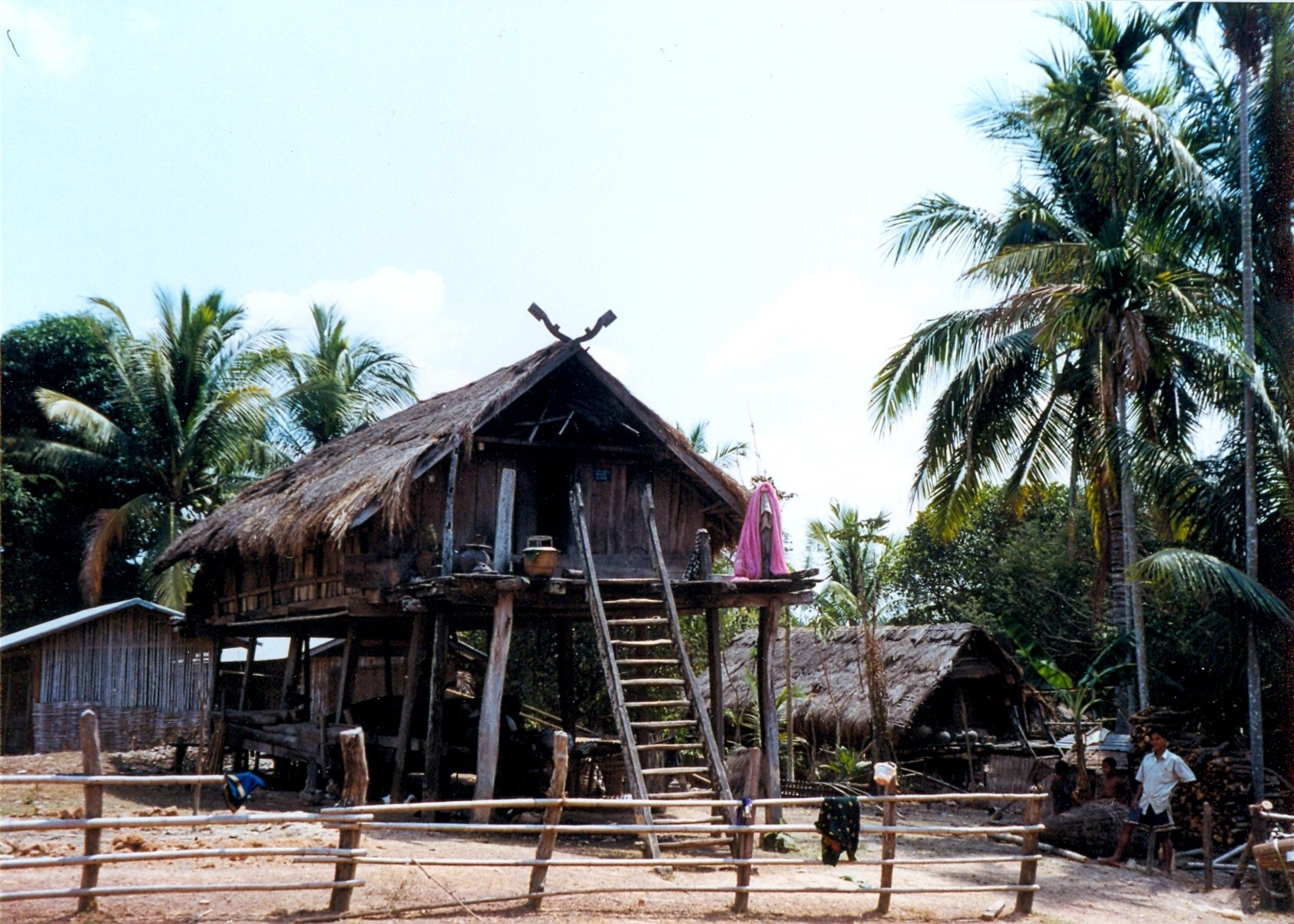
ラオス南部アッタプー県の高床住居
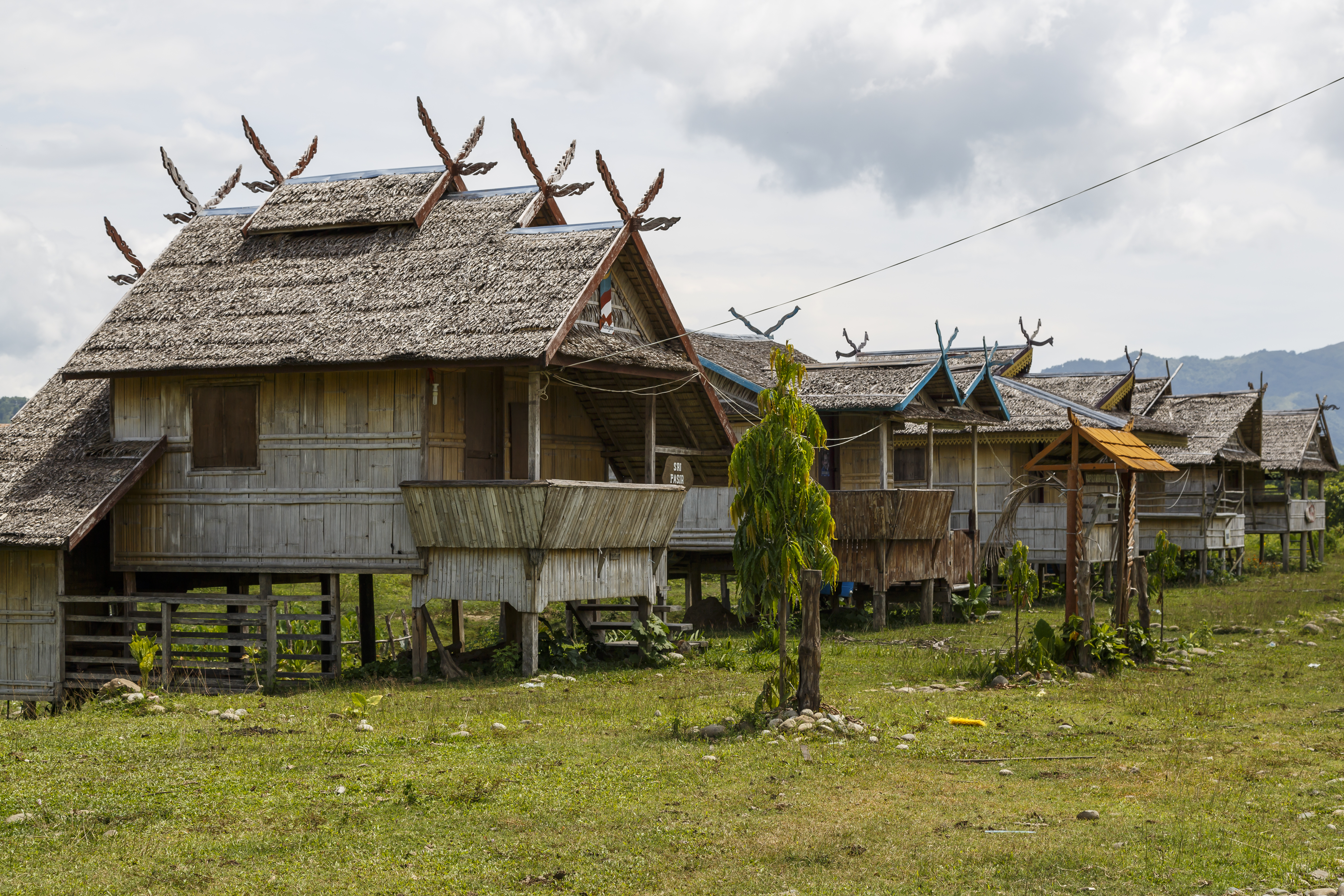
マレーシアボルネオ島サバ州の伝統的な高床住居

ヨーロッパにもよく似た妻切装飾があり、特に北海～バルト海沿岸の北ヨーロッパに多く見られ、破風板がそのまま突き出したものや、別個に取り付けた”置千木型”のものなどがある。多くは馬頭型に造られるが、その他の動物の形になっているものもある。ドイツ語版の「Pferdeköpfe (Giebelschmuck)／馬頭（切妻飾り）」やフランス語版の「Têtes de chevaux (décoration de toit)／馬頭（屋根飾り）」も参照のこと。

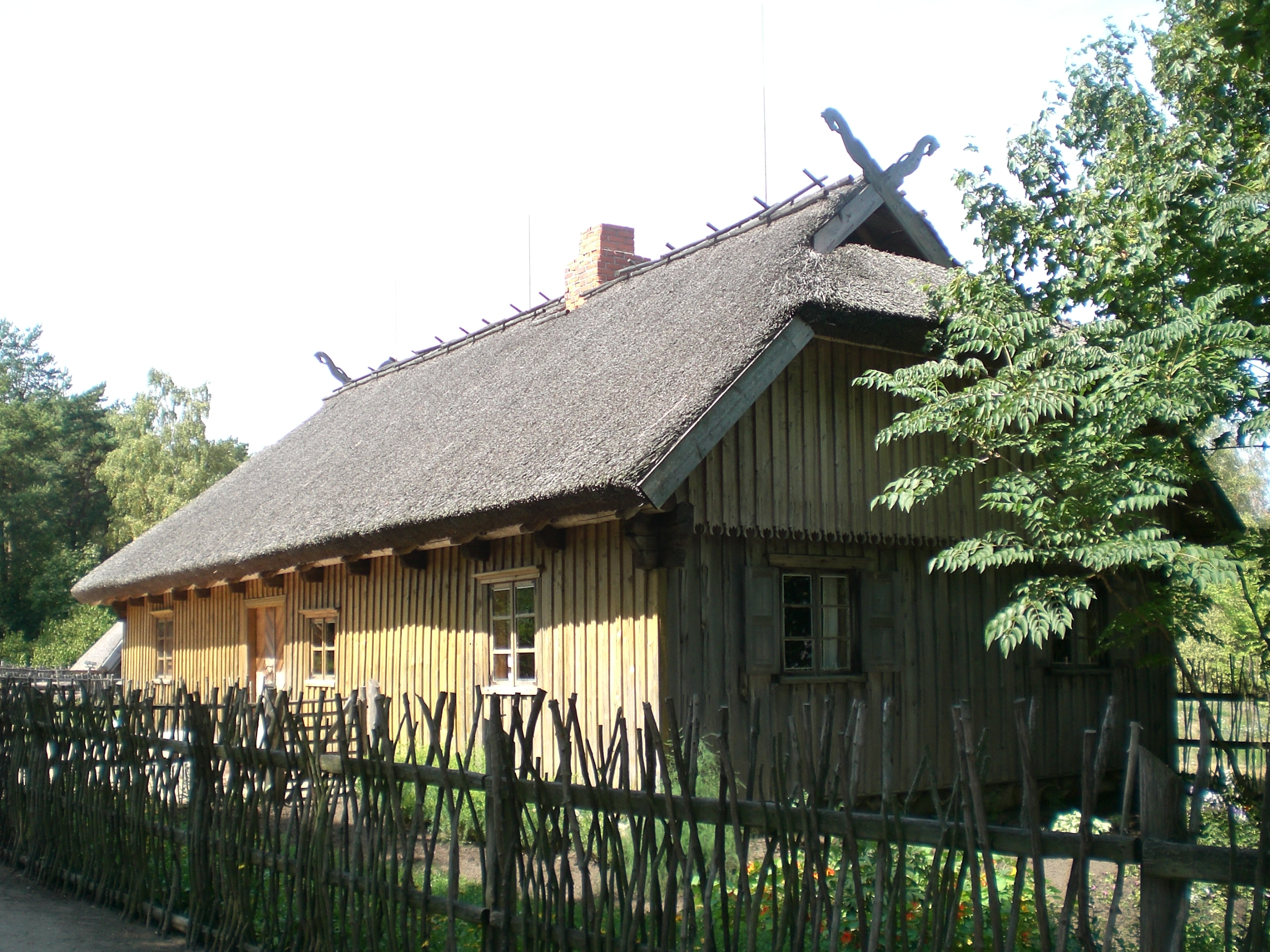
リトアニアの伝統的な漁師の家（クライペダ・リトアニア国立海洋博物館）
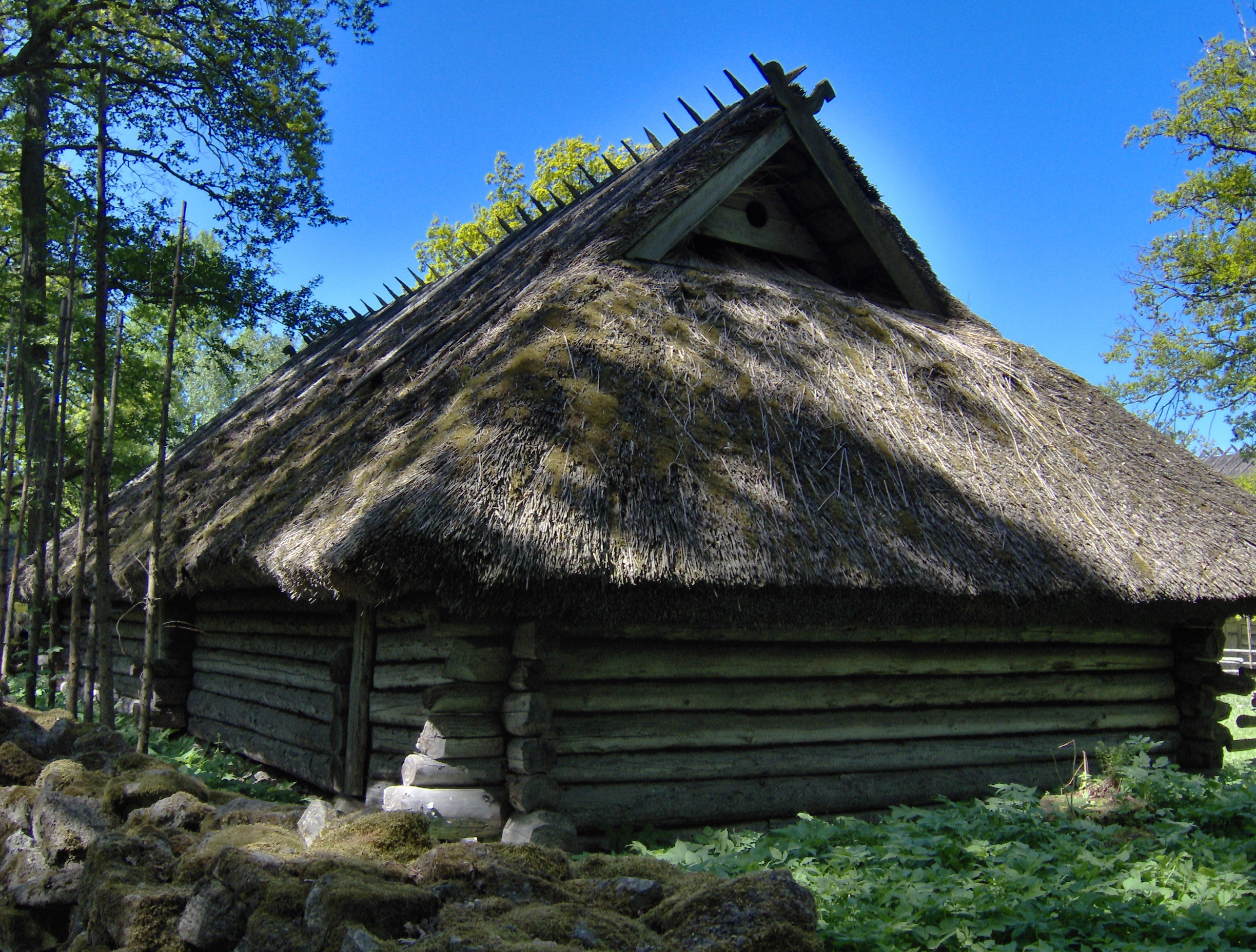
エストニアの伝統的な草葺の納屋（タリン・エストニア野外博物館）
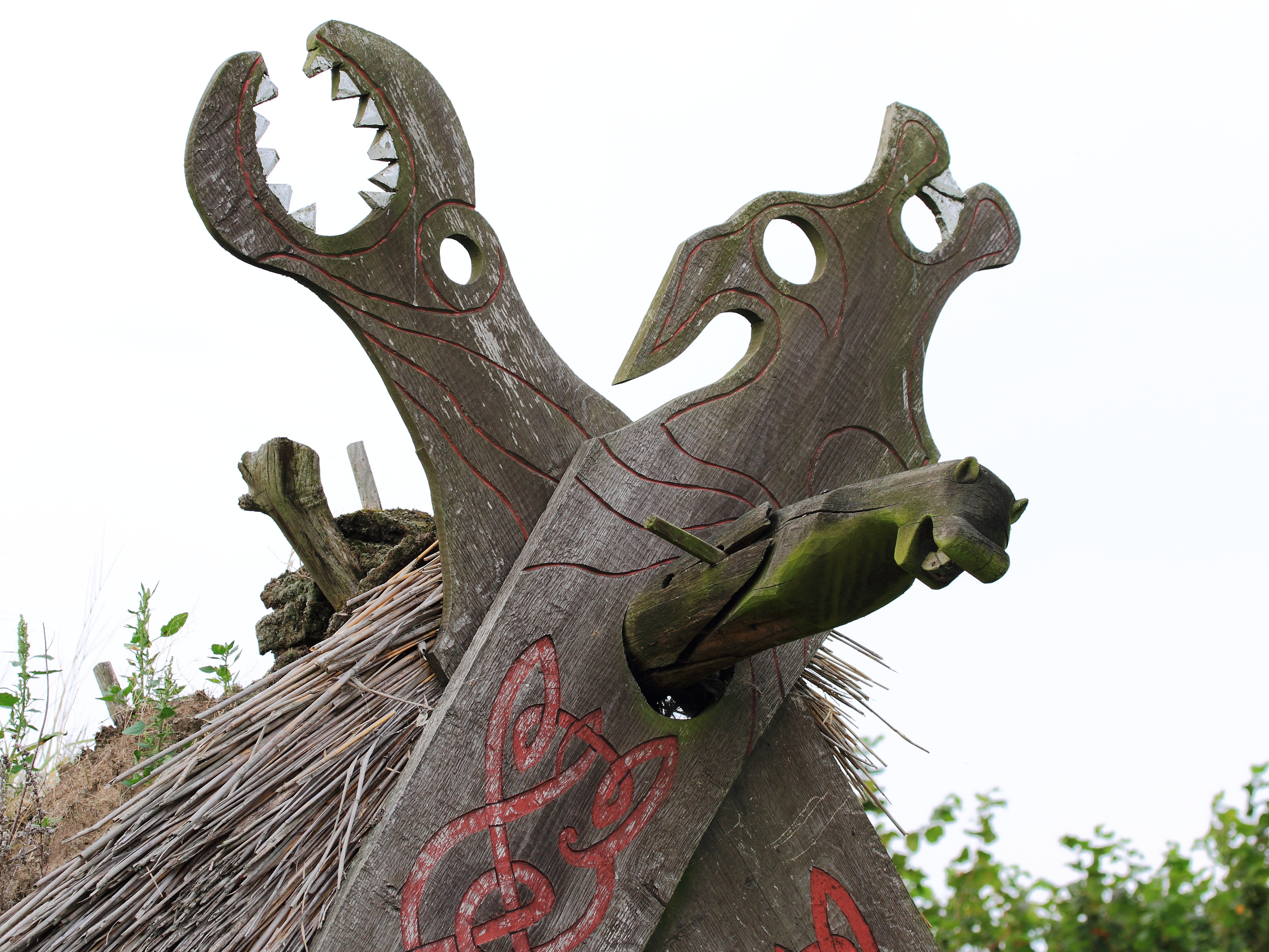
デンマークの切妻飾り
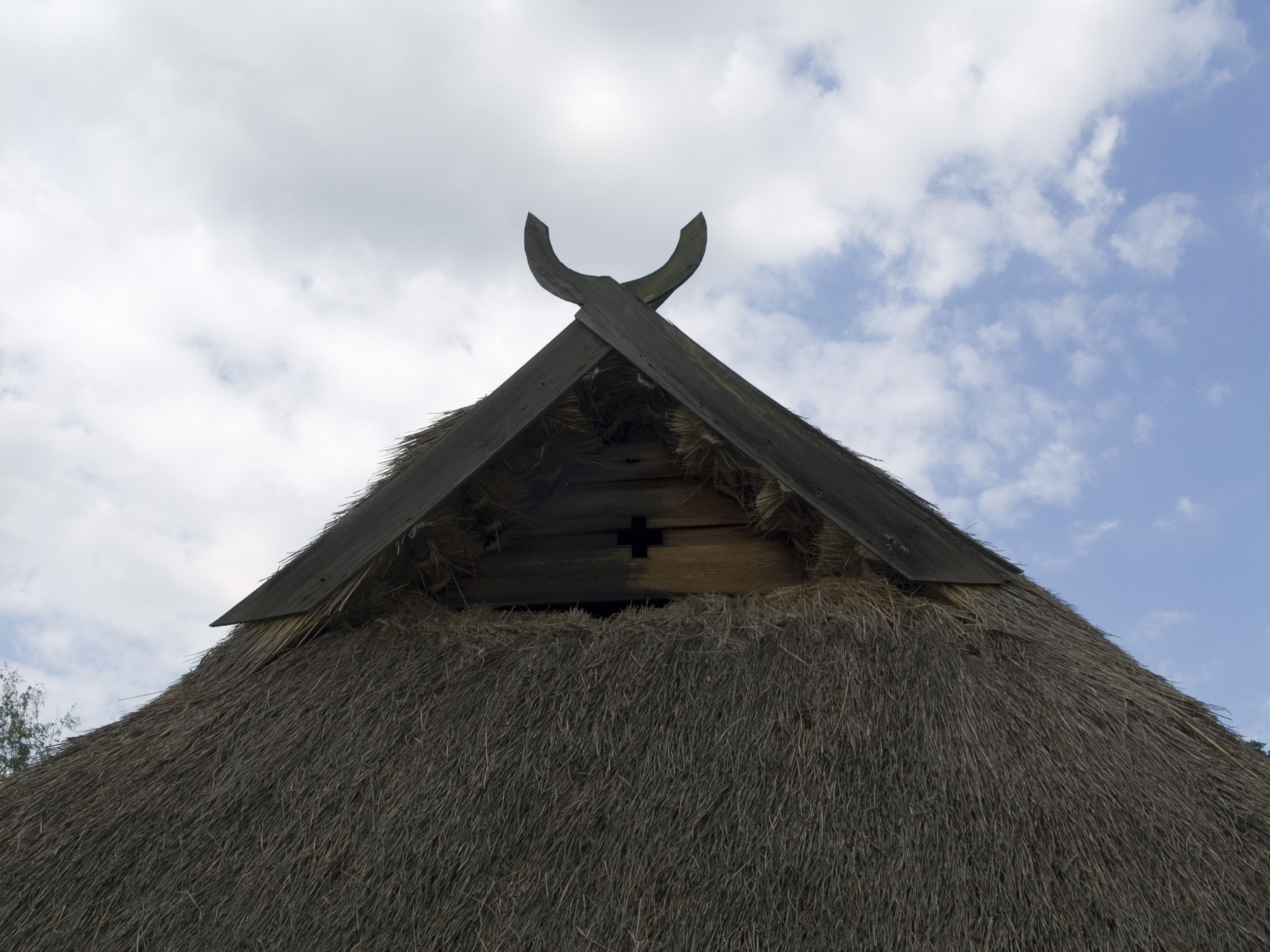
ウクライナの草葺屋根の妻切飾り